# 甬水桥
29°51′43″N 121°32′49″E / 29.861963°N 121.546964°E
甬水桥，又称夏家桥、下架桥，是中国浙江省宁波市一座跨南塘河的古桥，因位于宁波老城甬水门外而得名。桥梁始建于宋元符三年（1100年），现存建筑为清光绪二十五年（1899年）。桥梁为石拱桥，桥栏设莲花柱头，南北各有一对𧈢𧏡。1981年12月成为区级文物保护单位。

## 图片

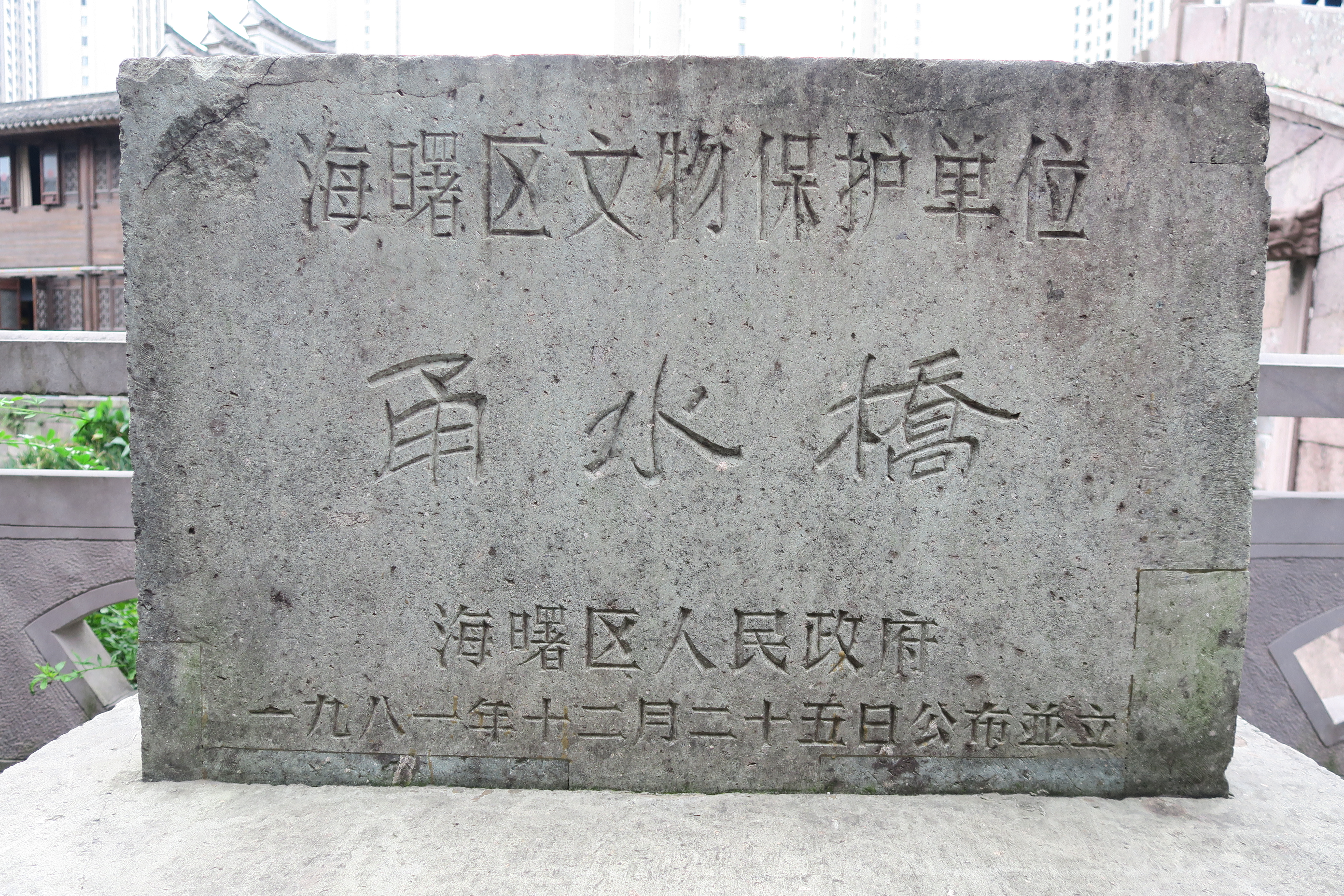
文物保护碑
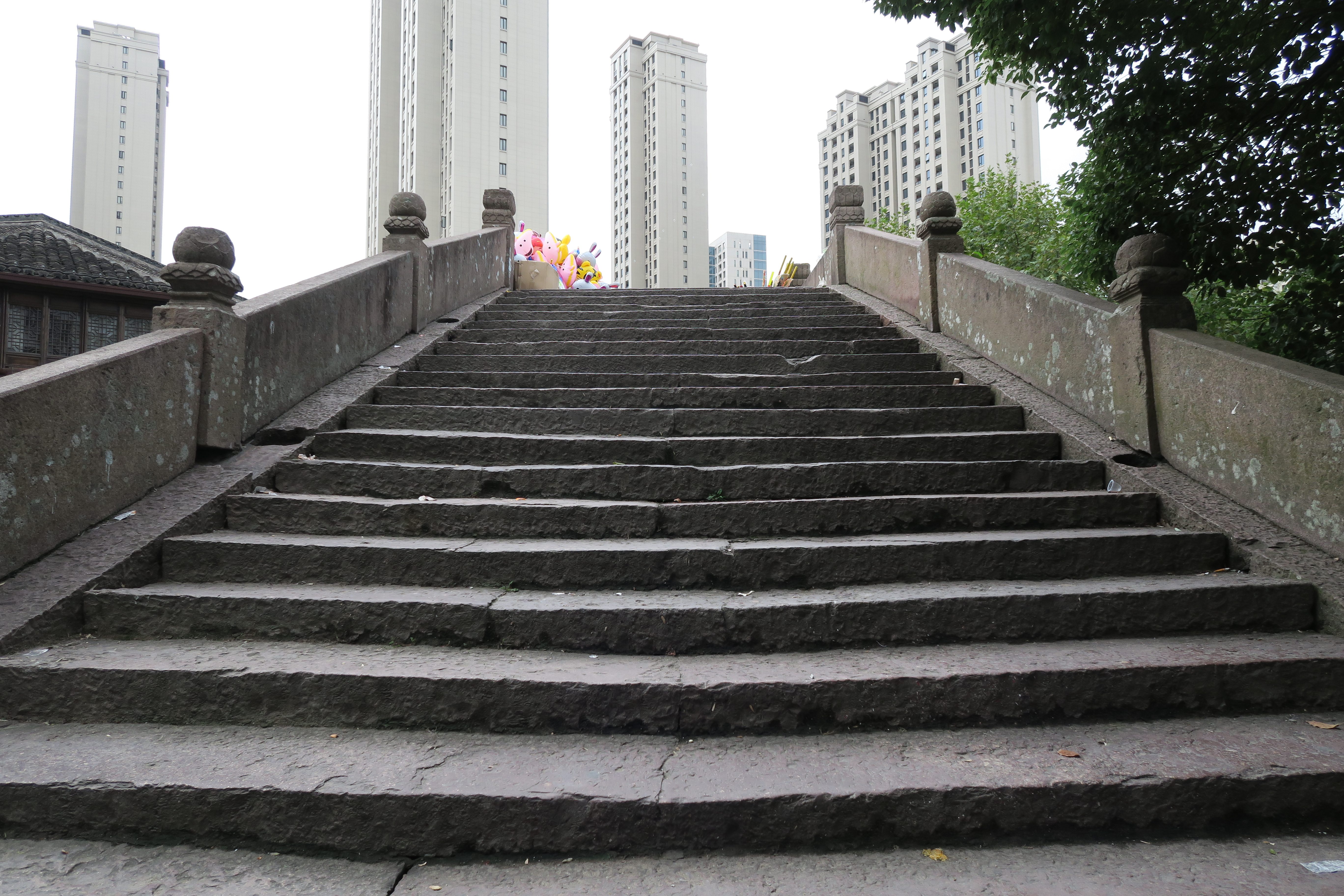
台阶
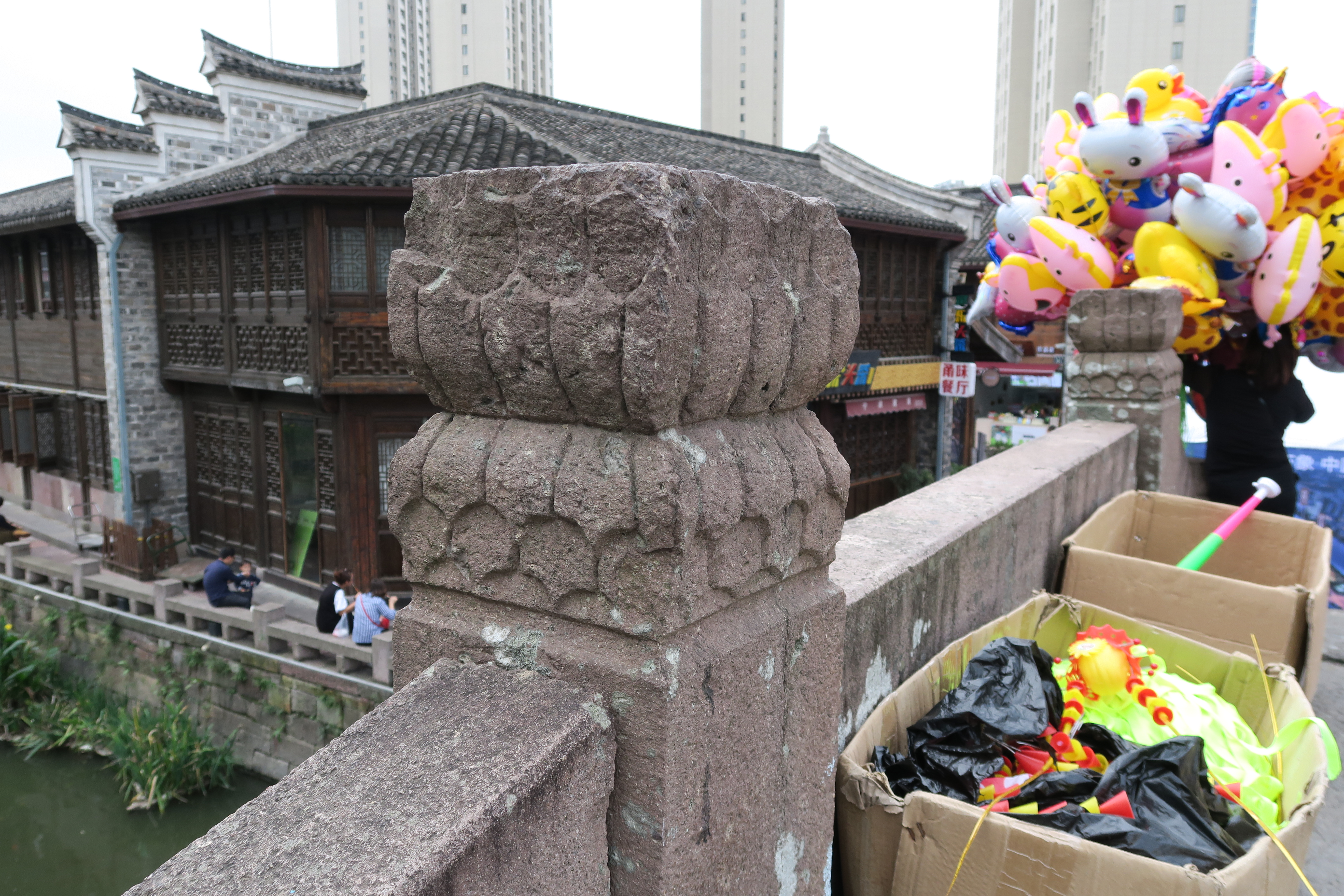
莲花柱头
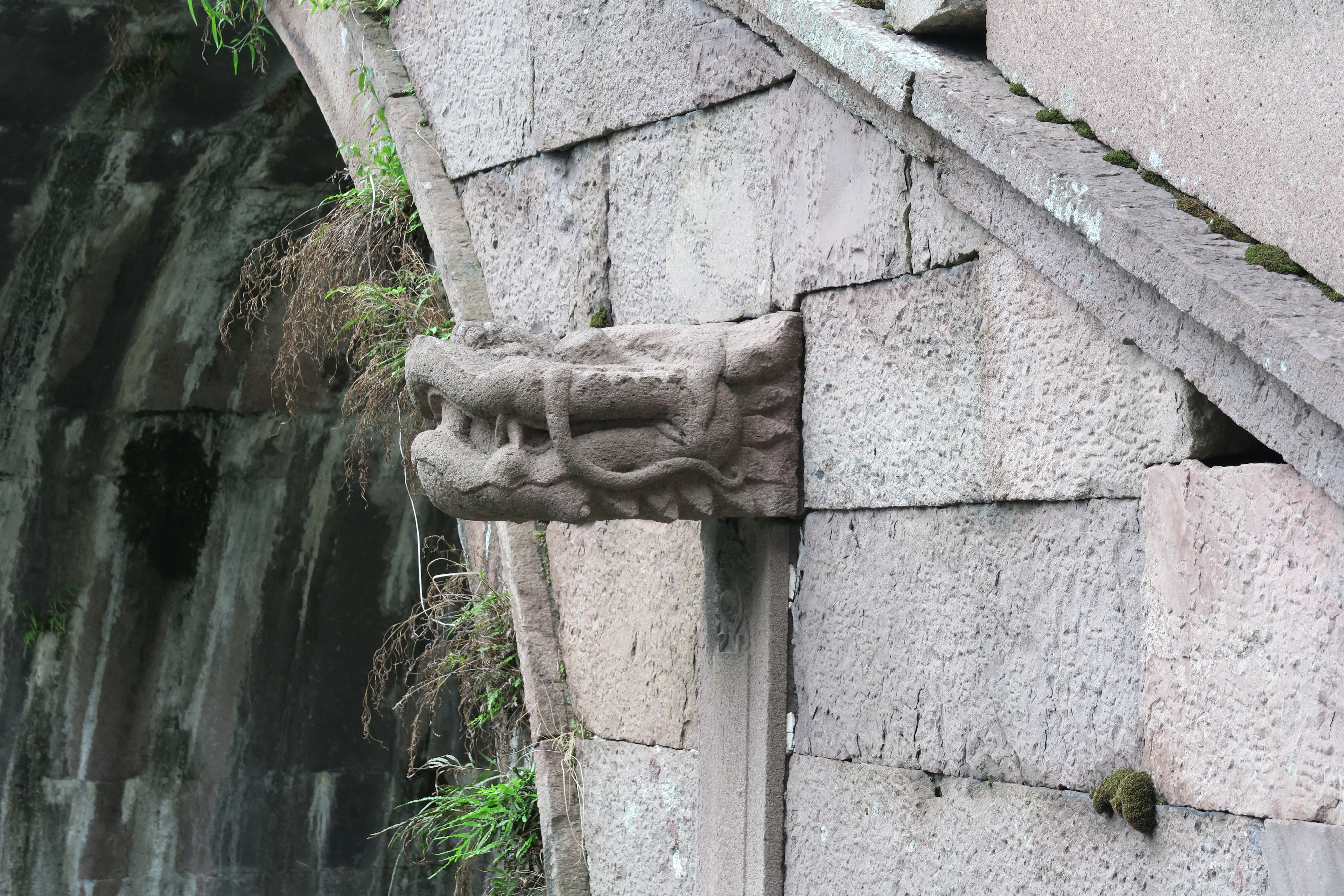
𧈢𧏡